# Rumunia na Letnich Igrzyskach Olimpijskich 1972
Rumunię na Letnich Igrzyskach Olimpijskich 1972 w Monachium reprezentowało 159 zawodników, w tym 27 kobiet. Najstarszym zawodnikiem był Ivan Patzaichin (47 lat), a najmłodszym Sorana Prelipceanu (14 lat).

## Zdobyte medale
| Medal  | Zawodnik                                                                                  | Dyscyplina sportowa | Konkurencja                |
| ------ | ----------------------------------------------------------------------------------------- | ------------------- | -------------------------- |
| Złoto  | Ivan Patzaichin                                                                           | Kajakarstwo         | C-1 1000 m                 |
| Złoto  | Gheorghe Berceanu                                                                         | Zapasy              |                            |
| Złoto  | Nicolae Martinescu                                                                        | Zapasy              | Półciężka                  |
| Srebro | Valeria Bufanu                                                                            | Lekkoatletyka       | Bieg na 100 m przez płotki |
| Srebro | Argentina Menis                                                                           | Lekkoatletyka       | Rzut dyskiem               |
| Srebro | Ion Alexe                                                                                 | Boks                | Półciężka                  |
| Srebro | Aurel Vernescu Mihai Zafiu Roman Vartolomeu Atanasie Sciotnic                             | Kajakarstwo         | K-4 1000 m                 |
| Srebro | Ivan Patzaichin Serghei Covaliov                                                          | Kajakarstwo         | C-2 1000 m                 |
| Srebro | Dan Iuga                                                                                  | Strzelectwo         |                            |
| Brąz   | Maria Nichiforov Viorica Dumitru                                                          | Kajakarstwo         | K-2 500 m                  |
| Brąz   | Ileana Gyulai-Drimba-Jenei Ana Dersidan-Ene-Pascu Ecaterina Stahl-Iencic Olga Szabó-Orbán | Szermierka          | Floret                     |
| Brąz   | Reprezentacja Rumunii                                                                     | Piłka ręczna        |                            |
| Brąz   | Nicolae Rotaru                                                                            | Strzelectwo         |                            |
| Brąz   | Ștefan Tudor Petre Ceapura Ladislau Lovrenschi                                            | Wioślarstwo         |                            |
| Brąz   | Victor Dolipschi                                                                          | Zapasy              | ciężka                     |
| Brąz   | Vasile Iorga                                                                              | Zapasy              | Średnia                    |

## Wyniki

### Boks
- Ion Alexe
- Marian Culineac
- Calistrat Cuțov
- Constantin Gruiescu
- Ion Györffi
- Marian Lazăr
- Alec Năstac
- Gabriel Pometcu
- Alexandru Turei
- Antoniu Vasile
- Victor Zilberman

### Gimnastyka
Mężczyźni
- Mircea Gheorghiu
- Dan Grecu
- Petre Mihăiuc
- Nicolae Oprescu
- Constantin Petrescu
- Gheorghe Păunescu

Kobiety
- Elena Ceampelea
- Alina Goreac
- Anca Grigoraș
- Paula Ioan
- Marcela Păunescu
- Elisabeta Turcu

### Kajakarstwo
Mężczyźni
- Serghei Covaliov
- Costel Coșniță
- Ion Dragulschi
- Ivan Patzaichin
- Atanasie Sciotnic
- Vasile Simiocenco
- Roman Vartolomeu
- Aurel Vernescu
- Mihai Zafiu

Kobiety
- Viorica Dumitru
- Maria Nichiforov

### Kolarstwo
- Teodor Vasile

### Lekkoatletyka
Mężczyźni
- Gheorghe Cefan
- Carol Corbu
- Radu Gavrilaș
- Gheorghe Ghipu
- Șerban Ioan
- Petre Lupan

Kobiety
- Marion Becker
- Valeria Bufanu-Ștefănescu
- Valentina Cioltan
- Carmen Ionescu
- Lia Manoliu
- Argentina Menis
- Cornelia Popescu
- Ileana Silai
- Elena Vintilă
- Viorica Viscopoleanu
- Roxana Vulescu
- Éva Ráduly-Zörgő

### Pięciobój nowoczesny
- Marian Cosmescu
- Adalbert Covacs
- Dumitru Spîrlea

### Piłka ręczna
- Ștefan Birtalan
- Adrian Cosma
- Alexandru Dincă
- Cristian Gațu
- Gheorghe Gruia
- Roland Guneš
- Gabriel Kicsid
- Ghiță Licu
- Dan Marin
- Cornel Penu
- Valentin Samungi
- Simion Schöbel
- Werner Stöckl
- Constantin Tudosie
- Radu Voina

### Piłka wodna
- Iosif Culineac
- Cornel Frățilă
- Șerban Huber
- Radu Lazăr
- Bogdan Mihăilescu
- Gruia Novac
- Dinu Popescu
- Viorel Rus
- Claudiu Rusu
- Cornel Rusu
- Gheorghe Zamfirescu

### Podnoszenie ciężarów
- Ion Hortopan
- Victor Rusu